# Пит Сампрас
Петрос „Пит“ Сампрас (енгл. Petros "Pete" Sampras; 12. август 1971, Вашингтон) је бивши професионални амерички тенисер грчког порекла, бивши рекордер по броју гренд слем трофеја и по броју недеља проведених на првом месту АТП листе.
У току своје петнаестогодишње каријере освојио је 14 од 18 финала гренд слем турнира (два Отворена првенства Аустралије, седам Вимблдона и пет Отворених првенстава САД). Тренутно се налази на четвртом месту по броју освојених гренд слем трофеја у тениској историји иза Новака Ђоковића, Рафаела Надала и Роџера Федерера.
Сампрас је на АТП листи био први тенисер света скоро шест година, укупно 286 недеља, што је дуго био рекорд у мушкој појединачној конкуренцији (тај рекорд сада држи Новак Ђоковић). Такође је дошао до шест трофеја на АТП Завршном турниру сезоне, једанаест на турнирима из АТП Мастерс 1000 серије, а са репрезентацијом САД је двапут освајао Дејвис куп. Бад Колинс га је прогласио за једног од пет најбољих тенисера свих времена, а тениски магазин TENNIS Magazine га је именовао најбољим тенисером од 1965. до 2005. Од 17. јула 2007. Сампрас је примљен у Међународну тениску кућу славних

## Детињство
Пит се родио у Вашингтону, САД, као трећи син Самија и Џорџије Сампрас. Његова мајка је грчки емигрант, а отац полу Грк, а полу Јевреј. Млади Сампрас је први рекет пронашао у подруму своје куће и потом је провео сате ударајући лоптицу о зид. 1978. године, породица Сампрас се преселила у Палос Вердес у Калифорнији. Топлија клима која је тамо владала дозволила је седмо-годишњем Питу да игра тенис још више. Када су се Сампрасови придружили локалном тениском клубу, његов таленат је одмах примећен. Тренер му је постао Питер Фишер, педагог и велики тениски познавалац, и њих двојица су заједно радили све до 1989. Фишер је много помогао Сампрасу и био је заслужан за то што се његов дворучни бекхенд претворио у једноручни. Тиме су увећане Питове шансе да освоји најпрестижнији турнир на трави - Вимблдон.

## Тениска каријера
Сампрас је у петнаестогодишњој професионалној тениској каријери освојио 64 титуле, од чега су 14 са Гренд слем турнира. У богатој ризници налази се седам титула са Вимблдона, две из Аустралије, са Аустралиен опена, пет са УС опена, али зато ниједна са Роланд Гароса. То је и једини гренд слем турнир који није успео да освоји.
До првог места АТП листе Сампрас је први пут стигао 12. априла 1993. године. Током каријере на месту резервисаном за најбољег Сампрас је био 286 недеља укупно, и од тога је 102 провео узастопно, од 15. априла 1996. до 30. марта 1998. године.
Пит се званично опростио од тениса у 32. години, на церемонији пред отварање УС опена 2003. године. Током каријере од награда на турнирима зарадио је 43 280 489 $, седамнаест милиона више него што је до тог тренутка зарадио његов највећи противник, Андре Агаси.
Ушао је у ИТФ хол славних 17. јула 2007. године.

### Стил игре
Због убојитог сервиса и разорног волеја, Сампрас је добио надимак Пит Пиштољ. Својеврстан рекорд Сампрас је направио 1993. године када је током сезоне одсервирао укупно 1.011 ас удараца. Увек сам желео да сервирам као Пит, али нисам успевао. Хтео сам да имам форхенд као он, опет ми није ишло. На крају, покушао сам да будем лепо васпитан као он. Треба ли да кажем да ни у томе нисам успео, рекао је Џон Макенро.

### Ривалство с Андреом Агасијем
Каријеру Пита Сампраса обележило је и стално ривалство с Андреом Агасијем. Остаће упамћено да су 1995. године Сампрас и Агаси своје учешће у Дејвис купу условили учешће оног другог. Разлог томе био је страх да ће неучешће у мечевима Дејвис купа једном од њих обезбедити предност пред Ролан Гарос.

## Рекорди и достигнућа
- Сампрас је до скоро био тенисер који је најдуже био на 1. месту АТП листе. На тој позицији провео је чак 286 недеља! На првом месту претекао га је у јулу 2012. Швајцарац Роџер Федерер са 287 (касније је Федерер стигао до 309 недеља), а на трећем је Иван Лендл са 270 недеља.
- Има 14 освојених гренд слем титула у мушкој појединачној конкуренцији.
- Сампрас је једини тенисер који је завршио на 1. месту АТП листе на крају сезоне шест година у низу.
- Сампрас је најмлађи тенисер који је освојио Отворено првенство Америке, са 19 година и 28 дана (1990).
- У каријери има 762 победе и 222 пораза. Победио је у 77% свих мечева током своје петнаест година дуге каријере.
- Освојио је 11 титула из АТП Мастерс серије. По броју мастерс титула, налази се на шестом месту, иза Новака Ђоковића (30) и Рафаела Надала (30), Роџера Федерера (25), Андреа Агасија (17) и Ендија Марија (14).
- Провео је дванаест година у самом врху светског тениса. За тих дванаест година био је топ 10 играч, а једно време, наравно, и први рекет планете.
- Сампрас и (седам пута Вимблдон и пет пута Отворено првенство Америке), Бјерн Борг (пет пута Вимблдон и шест пута Ролан Гарос) и Роџер Федерер (осам пута Вимблдон и пет пута Отворено првенство Америке) су једини тенисери који су више од пет пута освајали два различита гренд слем турнира.
- Једно време био је рекордер и по својој заради у каријери, током које је зарадио 43.280.489 долара. Тај рекорд је 2008. срушио Роџер Федерер (53.362.068), а затим Новак Ђоковић преко (100. 000. 000) 2016.

## Гренд слем финала (18)

### Појединачно (18)

#### Победе (14)
Једини гренд слем који Сампрас никада није освојио је Ролан Гарос, иако је победио на 14 гренд слем турнира и на четвртом је месту по броју победа.
| Бр. | Датум | Датум       | Турнир                        | Противник у финалу | Резултат                |
| 1.  | 1990. | 27. августа | Отворено првенство САД        | Андре Агаси        | 6:4, 6:3, 6:2           |
| 2.  | 1993. | 21. јуна    | Вимблдон                      | Џим Куријер        | 7:6, 7:6, 3:6, 6:3      |
| 3.  | 1993. | 30. августа | Отворено првенство САД        | Седрик Пиолин      | 6:4, 6:4, 6:3           |
| 4.  | 1994. | 17. јуна    | Отворено првенство Аустралије | Тод Мартин         | 7:6, 6:4, 6:4           |
| 5.  | 1994. | 20. јуна    | Вимблдон                      | Горан Иванишевић   | 7:6, 7:6, 6:0           |
| 6.  | 1995. | 26. јуна    | Вимблдон                      | Борис Бекер        | 6:7, 6:2, 6:4, 6:2      |
| 7.  | 1995. | 28. августа | Отворено првенство САД        | Андре Агаси        | 6:4, 6:3, 4:6, 7:5      |
| 8.  | 1996. | 26. августа | Отворено првенство САД        | Мајкл Ченг         | 6:1, 6:4, 7:6           |
| 9.  | 1997. | 13. јануара | Отворено првенство Аустралије | Карлос Моја        | 6:2, 6:3, 6:3           |
| 10. | 1997. | 23. јуна    | Вимблдон                      | Седрик Пиолин      | 6:4, 6:2, 6:4           |
| 11. | 1998. | 22. јуна    | Вимблдон                      | Горан Иванишевић   | 6:7, 7:6, 6:4, 3:6, 6:2 |
| 12. | 1999. | 21. јуна    | Вимблдон                      | Андре Агаси        | 6:3, 6:4, 7:5           |
| 13. | 2000. | 26. јуна    | Вимблдон                      | Патрик Рафтер      | 6:7, 7:6, 6:4, 6:2      |
| 14. | 2002. | 26. августа | Отворено првенство САД        | Андре Агаси        | 6:3, 6:4, 5:7, 6:4      |

#### Порази (4)
| Година | Турнир                        | Противник у финалу | Резултат           |
| 1992   | Отворено првенство САД (1)    | Стефан Едберг      | 3–6, 6–4, 7–6, 6–2 |
| 1995   | Отворено првенство Аустралије | Андре Агаси        | 4–6, 6–1, 7–6, 6–4 |
| 2000   | Отворено првенство САД (2)    | Марат Сафин        | 6–4, 6–3, 6–3      |
| 2001   | Отворено првенство САД (3)    | Лејтон Хјуит       | 7–6, 6–1, 6–1      |

## Финала у појединачној конкуренцији
| Легенда                                               |
| Гренд слем (14/4)                                     |
| Завршно првенство сезоне (5/1)                        |
| Гренд слем куп (2/1)                                  |
| Супер 9 / АТП мастерс серија (11/8)                   |
| АТП серија шапиона / Међународна златна серија (12/1) |
| АТП турнири (20/9)                                    |

| Финала по подлози |
| Тврда (36/12)     |
| Шљака (3/2)       |
| Трава (10/3)      |
| Тепих (15/7)      |

### Победе
| Бр. | Датум               | Турнир                                             | Подлога      | Противник у финалу  | Резултат у финалу       |
| 1.  | 25. фебруар 1990.   | Филаделфија, САД                                   | Тепих (зет.) | Андрес Гомез        | 7–6, 7–5, 6-2           |
| 2.  | 18. јун 1990.       | Манчестер, УК                                      | Трава        | Гилад Блум          | 7–6, 7–6                |
| 3.  | 27. август 1990.    | Отворено првенство САД, Њујорк, САД                | Тврда        | Андре Агаси         | 6–4, 6–3, 6–2           |
| 4.  | 10. децембар 1990.  | Гренд слем куп, Минхен, Њемачка                    | Тепих (зат.) | Бред Гилберт        | 7–5, 7–6, 7–5           |
| 5.  | 29. јул 1991.       | Лос Анђелес, САД                                   | Тврда        | Бред Гилберт        | 6–2, 6–7, 6–3           |
| 6.  | 12. август 1991.    | Индијанаполис, САД                                 | Тврда        | Борис Бекер         | 7–6, 3–6, 6–3           |
| 7.  | 14. октобар 1991.   | Лион, Француска                                    | Тепих (зат.) | Оливер Делетр       | 6–1, 6–1                |
| 8.  | 11. новембар 1991.  | Тенис мастерс куп, Франкфурт, Њемачка              | Тепих (зат.) | Џим Куријер         | 3–6, 7–6, 6–3, 6–4      |
| 9.  | 17. фебруар 1992.   | Филаделфија, САД                                   | Тепих (зат.) | Амос Мансдорф       | 6–1, 7–6, 2–6, 7–6      |
| 10. | 20. јул 1992.       | Кицбил, Аустрија                                   | Шљака        | Алберто Манчини     | 6–3, 7–5, 6–3           |
| 11. | 10. август 1992.    | Синсинати, САД                                     | Тврда        | Иван Лендл          | 6–3, 3–6, 6–3           |
| 12. | 17. август. 1992.   | Индијанаполис, САД                                 | Тврда        | Џим Куријер         | 6–4, 6–4                |
| 13. | 19. октобар 1992.   | Лион, Француска                                    | Тепих (зат.) | Седрик Пиолин       | 6–4, 6–2                |
| 14. | 11. јануар 1993.    | Сиднеј, Аустралија                                 | Тврда        | Томас Мустер        | 7–6, 6–1                |
| 15. | 27. март 1993.      | Мајами, САД                                        | Тврда        | Маливај Вошингтон   | 6–3, 6–2                |
| 16. | 5. април 1993.      | Токио, Јапан                                       | Тврда        | Бред Гилберт        | 6–2, 6–2, 6–2           |
| 17. | 12. април 1993.     | Хонгконг, Кина                                     | Тврда        | Џим Куријер         | 6–3, 6–7, 7–6           |
| 18. | 21. јун 1993.       | Вимблдон, Лондон, УК                               | Трава        | Џим Куријер         | 7–6, 7–6, 3–6, 6–3      |
| 19. | 30. август 1993.    | Оторено првенство САД, Њујорк, САД                 | Тврда        | Седрик Пиолин       | 6–4, 6–4, 6–3           |
| 20. | 18. октобар 1993.   | Лион, Француска                                    | Тепих (зат.) | Седрик Пиолин       | 7–6, 1–6, 7–5           |
| 21. | 8. новембар 1993.   | Антверпен, Белгија                                 | Тепих (зат.) | Магнус Густафсон    | 6–1, 6–4                |
| 22. | 10. јануар 1994.    | Сиднеј, Аустралија                                 | Тврда        | Иван Лендл          | 7–6, 6–4                |
| 23. | 17. јануар 1994.    | Отворено првенство Аустралије, Мелбурн, Аустралија | Тврда        | Тод Мартин          | 7–6, 6–4, 6–4           |
| 24. | 28. фебруар 1994.   | Индијан Велс, САД                                  | Тврда        | Петр Корда          | 4–6, 6–3, 3–6, 6–3, 6–2 |
| 25. | 7. март 1994.       | Мајами, САД                                        | Тврда        | Андре Агаси         | 5–7, 6–3, 6–3           |
| 26. | 28. март 1994.      | Осака, Јапан                                       | Тврда        | Лионел Ру           | 6–2, 6–2                |
| 27. | 4. април 1994.      | Токио, Јапан                                       | Тврда        | Мајкл Ченг          | 6–4, 6–2                |
| 28. | 9. мај 1994.        | Рим, Италија                                       | Шљака        | Борис Бекер         | 6–1, 6–2, 6–2           |
| 29. | 20. јун 1994.       | Вимблдон, Лондон, УК                               | Тврда        | Горан Иванишевић    | 7–6, 7–6, 6–0           |
| 30. | 7. новембар 1994.   | Антверпен, Белгија                                 | Тепих (зат.) | Магнус Ларсон       | 7–6, 6–4                |
| 31. | 14. новембар 1994.  | Тенис мастерс куп, Франкфурт, Њемачка              | Тепих (зат.) | Борис Бекер         | 4–6, 6–3, 7–5, 6–4      |
| 32. | 6. март 1995.       | Индијан Велс, САД                                  | Тврда        | Андре Агаси         | 7–6, 7–5, 6–2           |
| 33. | 12. јун 1995.       | Лондон (Квинс клуб), УК                            | Трава        | Ги Форже            | 7–6, 7–6                |
| 34. | 26. јун 1995.       | Вимблдон, Лондон, УК                               | Трава        | Борис Бекер         | 6–7, 6–2, 6–4, 6–2      |
| 35. | 28. август 1995.    | Отворено првенство САД, Њујорк, САД                | Тврда        | Андре Агаси         | 6–4, 6–3, 4–6, 7–5      |
| 36. | 30. октобар 1995.   | Париз, Француска                                   | Тепих (зат.) | Борис Бекер         | 7–6, 6–4, 6–4           |
| 37. | 12. фебруар 1996.   | Сан Хозе, САД                                      | Тврда (зат.) | Андре Агаси         | 6–2, 6–3                |
| 38. | 19. фебруар 1996.   | Мемфис, САД                                        | Тврда (зат.) | Тод Мартин          | 6–4, 7–6                |
| 39. | 8. април 1996.      | Хонгконг, Кина                                     | Тврда        | Мајкл Ченг          | 6–4, 3–6, 6–4           |
| 40. | 15. април 1996.     | Токио, Јапан                                       | Тврда        | Ричи Ренеберг       | 6–4, 7–5                |
| 41. | 12. август 1996.    | Индијанаполис, САД                                 | Тврда        | Горан Иванишевић    | 7–6, 7–5                |
| 42. | 26. август 1996.    | Отворено првенство САД, Њујорк, САД                | Тврда        | Мајкл Ченг          | 6–1, 6–4, 7–6           |
| 43. | 23. септембар 1996. | Базел, Швајцарска                                  | Тврда (зат.) | Хендрик Дрекман     | 7–5, 6–2, 6–0           |
| 44. | 18. новембар 1996.  | Тенис мастерс куп, Хановер, Њемачка                | Тепих (зат.) | Борис Бекер         | 3–6, 7–6, 7–6, 6–7, 6–4 |
| 45. | 13. јануар 1997.    | Отворено првенство Аустралије, Мелбурн, Аустралија | Тврда        | Карлос Моја         | 6–2, 6–3, 6–3           |
| 46. | 20. фебруар 1997.   | Сан Хозе, САД                                      | Тврда (зат.) | Грег Руседски       | 3–6, 5–0 ret.           |
| 47. | 24. фебруар 1997.   | Филаделфија, САД                                   | Тврда (зат.) | Патрик Рафтер       | 5–7, 7–6, 6–3           |
| 48. | 23. јун 1997.       | Вимблдон, Лондон, УК                               | Трава        | Седрик Пиолин       | 6–4, 6–2, 6–4           |
| 49. | 4. август 1997.     | Синсинати, САД                                     | Тврда        | Томас Мустер        | 6–4, 6–4, 6–3           |
| 50. | 22. септембар 1997. | Гренд слем куп, Минхен, Њемачка                    | Тепих (зат.) | Патрик Рафтер       | 6–2, 6–4, 7–5           |
| 51. | 27. октобар 1997.   | Париз, Француска                                   | Тепих (зат.) | Јонас Бјоркман      | 6–3, 4–6, 6–3, 6–1      |
| 52. | 10. новембар 1997.  | Тенис мастерс куп, Хановер, Њемачка                | Тврда (зат.) | Јевгениј Кафељников | 6–3, 6–2, 6–2           |
| 53. | 23. фебруар 1998.   | Филаделфија, САД                                   | Тврда (зат.) | Томас Енквист       | 7–5, 7–6                |
| 54. | 27. април 1998.     | Атланта, САД                                       | Шљака        | Џејсон Столтенберг  | 6–7, 6–3, 7–6           |
| 55. | 22. јун 1998.       | Вимблдон, Лондон, УК                               | Трава        | Горан Иванишевић    | 6–7, 7–6, 6–4, 3–6, 6–2 |
| 56. | 12. октобар 1998.   | Беч, Аустрија                                      | Тепих (зат.) | Карол Кучера        | 6–3, 7–6, 6–1           |
| 57. | 7. јун 1999.        | Лондон (Квинс клуб), УК                            | Трава        | Тим Хенман          | 6–7 6–4 7–6             |
| 58. | 21. јун 1999.       | Вимблдон, Лондон, УК                               | Трава        | Андре Агаси         | 6–3, 6–4, 7–5           |
| 59. | 26. јул 1999.       | Лос Анђелес, САД                                   | Тврда        | Андре Агаси         | 7–6, 7–6                |
| 60. | 9. август 1999.     | Синсинати, САД                                     | Тврда        | Патрик Рафтер       | 7–6 6–3                 |
| 61. | 22. новембар 1999.  | Тенис мастерс куп, Хановер, Њемачка                | Тврда (зат.) | Андре Агаси         | 6–1, 7–5, 6–4           |
| 62. | 20. март 2000.      | Мајами, САД                                        | Тврда        | Густаво Киртен      | 6–1, 6–7, 7–6, 7–6      |
| 63. | 26. јун 2000.       | Вимблдон, Лондон, УК                               | Трава        | Патрик Рафтер       | 6–7, 7–6, 6–4, 6–2      |
| 64. | 9. септембар 2002.  | Отворено првенство САД, Њујорк, САД                | Тврда        | Андре Агаси         | 6–3, 6–4, 5–7, 6–4      |

### Порази
| Бр. | Датум               | Турнир                                             | Подлога      | Противник у финалу | Резултат у финалу       |
| 1.  | 18. фебруар 1991.   | Филаделфија, САД                                   | Тепих        | Иван Лендл         | 5–7, 6–4, 6–4, 3–6, 6–3 |
| 2.  | 24. јун 1991.       | Манчестер, УК                                      | Трава        | Горан Иванишевић   | 6–4, 6–4                |
| 3.  | 12. август 1991.    | Синсинати, САД                                     | Тврда        | Ги Форже           | 2–6, 7–6, 6–4           |
| 4.  | 4. новембар 1991.   | Париз, Француска                                   | Тепих (зат.) | Ги Форже           | 7–6, 4–6, 5–7, 6–4, 6–4 |
| 5.  | 4. мај 1992.        | Атланта, САД                                       | Шљака        | Андре Агаси        | 7–5, 6–4                |
| 6.  | 14. септембар 1992. | Отворено првенство САД, Њујорк, САД                | Тврда        | Стефан Едберг      | 3–6, 6–4, 7–6, 6–2      |
| 7.  | 22. новембар 1993.  | Тенис мастерс куп, Франкфурт, Њемачка              | Тепих (зат.) | Михаел Штих        | 7–6, 2–6, 7–6, 6–2      |
| 8.  | 13. јун 1994.       | Лондон (Квинс клуб), УК                            | Трава        | Тод Мартин         | 7–6, 7–6                |
| 9.  | 12. децембар 1994.  | Гренд слем куп, Минхен, Њемачка                    | Тепих (зат.) | Магнус Ларсон      | 7–6, 4–6, 7–6, 6–4      |
| 10. | 30. јануар 1995.    | Отворено првенство Аустралије, Мелбурн, Аустралија | Тврда        | Андре Агаси        | 4–6, 6–1, 7–6, 6–4      |
| 11. | 27. март 1995.      | Мајами, САД                                        | Тврда        | Андре Агаси        | 3–6, 6–2, 7–6           |
| 12. | 31. јул 1995        | Монтреал, Канада                                   | Тврда        | Андре Агаси        | 3–6, 6–2, 6–3           |
| 13. | 23. октобар 1995.   | Лион, Француска                                    | Тепих (зат.) | Вејн Фереира       | 7–6, 5–7, 6–3           |
| 14. | 28. октобар 1996.   | Штутгарт, Њемачка                                  | Тепих (зат.) | Борис Бекер        | 3–6, 6–3, 3–6, 6–3, 6–4 |
| 15. | 16. фебруар 1998.   | Сан Хозе, САД                                      | Тврда (зат.) | Андре Агаси        | 6–2, 6–4                |
| 16. | 17. август 1998.    | Синсинати, САД                                     | Тврда        | Патрик Рафтер      | 1–6, 7–6, 6–4           |
| 17. | 9. новембар 1998.   | Париз, Француска                                   | Тепих (зат.) | Грег Руседски      | 6–4, 7–6, 6–3           |
| 18. | 19. јун 2000.       | Лондон (Квинс клуб), УК                            | Трава        | Лејтон Хјуит       | 6–4, 6–4                |
| 19. | 11. септембар 2000. | Отворено првенство САД, Њујорк                     | Тврда        | Марат Сафин        | 6–4, 6–3, 6–3           |
| 20. | 19. март 2001.      | Индијан Велс, САД                                  | Тврда        | Андре Агаси        | 7–6, 7–5, 6–1           |
| 21. | 30. јул 2001.       | Лос Анђелес, САД                                   | Тврда        | Андре Агаси        | 6–4, 6–2                |
| 22. | 27. август 2001.    | Лонг Ајленд, САД                                   | Тврда        | Томи Хас           | 6–3, 3–6, 6–2           |
| 23. | 10. септембар 2001. | Отворено првенство САД, Њујорк                     | Тврда        | Лејтон Хјуит       | 7–6, 6–1, 6–1           |
| 24. | 29. април 2002.     | Хјустон, САД                                       | Шљака        | Енди Родик         | 7–6, 6–3                |

## Резултати против других тенисера

### Тениске легенде
Победе и порази Пита Сампраса у мечевима против других успешних и познатих тенисера:
- Андре Агаси 20—14
- Борис Бекер 12—7
- Матс Виландер 2—1
- Стефан Едберг 8—6
- Горан Иванишевић 12—6
- Јевгениј Кафељников 11—2
- Густаво Киртен 2—1
- Џим Куријер 16—4
- Џон Макенро 3—0
- Мајкл Ченг 12—8
- Карлос Моја 3—1
- Марат Сафин 3—4
- Лејтон Хјуит 4—5

### Активни тенисери
Победе и порази Пита Сампраса у мечевима против тенисера који су још увек активни:
- Данијел Нестор 1—0
- Роџер Федерер 0—1

## Награде
- 1990: Награда АТП за играча који је највише напредовао
- 1993 — 1988: Награда АТП за играча године
- 1993-1998: ИТФ светски шампион
- 1997: Спортиста године по избору Међународног олимпијског комитета
- 2005: 1. место на листи 40 највећих тенисера и тенисерки у историји опен ере (1965—2005) по избору магазина